# Moundir Zoughari
Moundir Zoughari, plus connu sous son seul prénom Moundir, né le 4 septembre 1973 à Paris, est un candidat de téléréalité, animateur de télévision, chroniqueur et consultant français. Il est également joueur de poker.
Il est principalement connu comme candidat de Koh-Lanta et pour être, à la fois, participant et animateur d'émissions de téléréalité.

## Biographie

### Famille et enfance
Moundir Zoughari est né le 4 septembre 1973 à Paris, d'origine espagnole par sa mère et algérienne par son père.
Enfant, il passe tous ses étés en Algérie. Il a étudié deux ans au milieu des années 1980, au lycée Pasteur d’Oran.

### Débuts àKoh-Lanta
En 2003, alors qu'il est entraîneur sportif, il participe à la saison 3 de Koh-Lanta tournée au Panama, à Bocas del Toro, puis diffusée sur TF1 lors de l'été de la même année. Il en ressort cinquième sur les seize candidats, après 36 jours d'aventure et fait partie des six membres du jury final. Il se fait alors remarquer du public par sa forte personnalité.

### Cinéma et reconversion
En 2004, il tourne dans Les Gladiatrices, un film d'action dans lequel il est coach et qui réunit plusieurs personnalités de téléréalité. À cette époque, il rencontre Diana (participante de la saison 1 de L'Île de la tentation (autre émission de téléréalité sur la même chaîne), avec qui il entretient une courte relation amoureuse médiatisée. Plus tard, Diana porte plainte contre Moundir pour coups et blessures ; il nie ces accusations.
Après avoir changé de métier, en créant et s'occupant de sa propre marque de sport — fabriquant notamment des serviettes rondes —  en 2008, il est recontacté par TF1 pour participer à une nouvelle saison de Koh-Lanta. Il accepte et part pour le tournage en Amazonie.

### Activités médiatiques
En 2010, il est une nouvelle fois au centre d'une émission de téléréalité, en participant à la nouvelle émission qui porte son nom : Moundir, l'aventurier de l'amour présentée par Laurence Boccolini sur TMC. Le concept de l'émission est similaire au Bachelor, le gentleman célibataire : 14 femmes courtisent Moundir, qui lors du dernier épisode doit désigner une gagnante qui aura le choix soit de repartir avec Moundir, soit de bénéficier d'un chèque de 15 000 euros. Moundir ignore dans les premiers épisodes la possibilité du choix du chèque pour la gagnante ; cela lui sera révélé par Sabrina une candidate au cours de l'émission. Lors de la finale, il choisit Sinda qui repart avec lui. Leur relation a été de courte durée après l'émission. Il est désormais en couple avec Inès, une candidate de la même émission qui avait quitté le jeu.
On lui a proposé un rôle dans la deuxième saison de la série de NRJ12 Hollywood Girls : Une nouvelle vie en Californie mais il ne fera finalement pas partie du casting.
En 2013 est diffusée sur internet une nouvelle émission de téléréalité avec Moundir en vedette. Moundir et le monde qui envoie ce dernier dans divers pays à l'étranger. Selon plusieurs journalistes, il s'agirait en fait d'un pilote que la société de production « On Motion » n'a pas réussi à vendre. En 2014, Moundir participe à l’édition spéciale de Koh-Lanta qui réunit les candidats les plus marquants de l’émission.
De mai 2016 à 2019, il présente Moundir et les Apprentis Aventuriers sur W9.
À l'automne 2019, il participe à la dixième saison de l'émission Danse avec les stars sur TF1, aux côtés de la danseuse Katrina Patchett, et termine neuvième de la compétition.
De septembre 2023 à mai 2024, il est chroniqueur dans Touche pas à mon poste ! sur C8.

### Poker
En 2010, Moundir participe sur NRJ 12 à la téléréalité d'enfermement La Maison du bluff centrée sur le poker.
En 2014, il est en couverture du magazine Poker52.
En juillet 2018, Moundir participe pour la première fois aux championnats du monde de poker (les WSOP) à Las Vegas. Il atteint la 472e place sur le 10k$ Main Event, qui comptait 7 874 participants. Il repart avec 29 625 dollars, battant son record de gain en tournoi de poker live.
En avril 2020, il remporte un tournoi de poker pour 13.026€.
En 2023, il est le protagoniste, en tant que joueur de poker, de l'émission Dans la tête de Moundir diffusée sur W9 et Winamax.

### Vie privée
Le 24 septembre 2011, il épouse Inès à Marrakech. Leur mariage est diffusé dans une émission sur NT1, Le mariage de Moundir, le 19 décembre 2011. Le couple a trois enfants : Aliya, née en 2015, Ali, né en 2019 et prénommé comme le père de Moundir qui est décédé en 2005, et Aya née en 2020.

### Santé
Testé positif au Covid-19 début mars 2021, il est hospitalisé le 23 mars. Son état s'aggrave rapidement et il est transféré en réanimation, ses poumons étant atteints par la maladie à plus de 75%, ce qui nécessite son placement sous oxygène. Après 15 jours à l'hôpital, dont quatre en soins intensifs, il rentre chez lui et déclare sur son compte Instagram avoir perdu « 60% de masse musculaire et dix-huit kilos », et appelle à la prudence, rappelant que « cela n'arrive pas qu'aux personnes âgées ».

## Synthèse des émissions

### Télévision

#### Candidat / participant
- 2003 : Koh-Lanta : Bocas del Toro (TF1) : candidat
- 2004 : Fear Factor (TF1) : candidat
- 2007 : Le Grand Concours de la télé-réalité (TF1) : candidat
- 2009 : Koh-Lanta : Le Retour des héros (TF1) : candidat
- 2010 : Moundir, l'aventurier de l'amour (TMC) : participant
- 2010 : La Maison du bluff - saison 1 (NRJ12) : candidat
- 2011 : Le mariage de Moundir : documentaire sur NT1
- 2011 : Fort Boyard (France 2) : participant
- 2014 : Koh-Lanta : La Nouvelle Édition (TF1) : candidat
- 2015-2020 : Vendredi tout est permis avec Arthur (TF1) : sociétaire
- 2018 : Norbert, commis d'office (6ter) : participant
- 2019 : Saison 10 de Danse avec les stars (TF1) : candidat
- 2020 : La vraie vie de vos aventuriers (documentaire sur C8) : participant
- 2023 : Dans la tête de Moundir (W9 et Winamax) : participant

#### Animateur / chroniqueur
- 2013 : Est-ce que ça marche ? (D8) : chroniqueur
- 2015-2017, 2024 : Fort Boyard (France 2) : Moundir l'aventurier puis Moundir en 2016 (personnage)
- 2015-2018 (W9) : Les Ch'tis vs Les Marseillais : présentateur de « l'épreuve bonus »
- 2016-2019 : Moundir et les Apprentis Aventuriers (W9) : présentateur
- 2018 : Perdus au milieu de nulle part (W9) : présentateur
- 2021 : La Bataille des couples (TFX) : animateur avec Elsa Fayer
- 2023 - 2024 : Touche pas à mon poste ! (C8) : chroniqueur

### Radio
- Depuis 2016 : RMC Poker Show sur RMC : consultant

## Publications
- 2010 : Moundir is back (album de bande dessinée), avec Yacine Elghorri pour les dessins, Éditions Carabas
- 2021 : Moundir Zoughari (avec Olivia Karam), Père et fils (récit autobiographique), Robert Laffont.